# Michael Termijn
Michael Termijn (Rotterdam, 10 september 1992) is een voormalig Nederlands profvoetballer die sinds de zomer van 2011 uitkwam voor SBV Excelsior. Op 25 januari 2013 maakte hij zijn debuut in het betaald voetbal in de wedstrijd tegen Telstar.

## Statistieken
| Seizoen                    | Club          | Land      | Competitie     | Wed. | Goals |
| -------------------------- | ------------- | --------- | -------------- | ---- | ----- |
| 2011/12                    | SBV Excelsior | Nederland | Eredivisie     | 0    | 0     |
| 2012/13                    | SBV Excelsior | Nederland | Eerste divisie | 1    | 0     |
| Totaal                     | Totaal        | Totaal    | Totaal         | 1    | 0     |
| Bijgewerkt tot 30 mei 2013 |               |           |                |      |       |